# Mágico Vento
Mágico Vento é uma série de quadrinhos italianos de faroeste criada por Gianfranco Manfredi em 1997 e publicada pela Sergio Bonelli Editore. No Brasil, o título foi publicado pela Mythos Editora de 2002 a 2013. Em 2015, o roteirista anunciou que publicará uma série de graphic novel em quatro partes. Em 2017, a Mythos publicou a série de graphic novel com o título Mágico Vento - Graphic Novel Deluxe.

## História
Mágico Vento é o nome indígena dado a Ned Ellis, um soldado americano que escapou milagrosamente da explosão de um trem. Muito ferido, foi encontrado por um velho xamã, que o levou para sua tribo, entendendo que aquilo era um sinal. Quando acordou, Ned não se recordava de mais nada, e passou então a conviver com os Sioux, sendo considerado um xamã, ou “homem da medicina”, pelo dom das visões que passou a ter graças a uma farpa de metal depositada em seu cérebro, na ocasião do acidente.
Recebeu o nome de “Mágico Vento” do velho xamã que o encontrou. Ned tem transes e sonhos, até de vidas de outras pessoas e de enigmas que só ele pode decifrar, que podem lhe revelar o futuro. E os índios consideram isso um dom.
Em busca de seu passado, conhece o jornalista Willy Richards, também conhecido como Poe, devido sua semelhança com o escritor Edgar Allan Poe, e ambos se unem para combater um poderoso homem chamado Howard Hogan, que exerce atividades ilícitas e mais tarde se descobre, está envolvido na explosão do trem onde Mágico Vento estava. A partir daí, os dois companheiros enfrentam uma árdua jornada, buscando tanto o passado de Ellis, quanto expor as patifarias de Hogan. Aos poucos, detalhes surpreendentes sobre a vida do protagonista vão surgindo, e uma sucessão de eventos atravessa o caminho da dupla.

## Origens
Mágico Vento é uma junção de dois gêneros de quadrinhos: o faroeste clássico e o sobrenatural, numa roupagem inovadora, devido as cores em preto e branco, os ótimos roteiros, e muito embasamento histórico, graças à extensa pesquisa de seu criador, o roteirista italiano Gianfranco Manfredi.